# 尼古拉·波利亚科夫
尼古拉·维克托罗维奇·波利亚科夫（烏克蘭語：Микола Вікторович Поляков，1946年5月1日—2020年9月21日），乌克兰力学数学家、教育工作者，第聂伯罗彼得罗夫斯克国立大学校长，国家科学院通讯院士。

## 生平
波利亚科夫1971年毕业于第聂伯罗彼得罗夫斯克国立大学力学与数学系。1974年获副博士学位，1983年获全博士学位。1989年至1996年，任该校力学数学系主任。1996年至1998年，担任副校长。1998年获乌克兰功勋科技工作者荣誉称号。自1998年起，一直担任第聂伯罗彼得罗夫斯克国立大学校长（后更名为第聂伯罗国立大学）。2010年加入地区党，当选第聂伯罗市议会议员。2020年9月21日逝世。